# Aenictus brazzai
Aenictus brazzai é uma espécie de formiga do gênero Aenictus.